# Tiếng Hindi
Tiếng Hindi (Devanagari: हिन्दी,  IAST:  Hindī) hay Hindi chuẩn hiện đại (Devanagari: मानक हिन्दी,  IAST:  Mānak Hindī) là dạng được tiêu chuẩn hóa và Phạn hóa của tiếng Hindustan.
Cùng với tiếng Anh, tiếng Hindi viết bằng chữ Devanagari và là ngôn ngữ chính thức quy định bởi chính phủ Ấn Độ. Ngày 14 tháng 9 năm 1949, Hội đồng Lập hiến Ấn Độ thông qua việc tiếng Hindi viết bằng Devanagari sẽ là ngôn ngữ chính thức của Cộng hòa Ấn Độ. Đây là một trong 22 ngôn ngữ được công nhận của đất nước. Tuy vậy, nó không phải ngôn ngữ quốc gia vì trong hiến pháp không nhắc đến điều đó.
Tiếng Hindi là lingua franca ở một vùng mang tên vành đai Hindi tại Ấn Độ. Ngoài Ấn Độ, đây là một ngôn ngữ quốc gia của Fiji (dưới tên tiếng Hindi Fiji) và là ngôn ngữ thiểu số được công nhận tại Mauritius, Trinidad và Tobago, Guyana và Suriname. Tiếng Hindi có thể thông hiểu khi nói với tiếng Urdu, một dạng chuẩn khác của tiếng Hindustan.